# Tlacuilo
Tlacuilo o tlahcuilo (del náhuatl: tlahkwiloh, “pintor, ilustrador”, en plural tlahkwilohkeh, [tɬaʔˈkʷiˈloʔ.kee̥]) es un término para designar, dentro de la historiografía del México antiguo, lo que hoy llamamos escriba, pintor, escritor o sabio. Los tlacuilos eran hombres hábiles en el dibujo, a quienes desde niños se les educaba en el Calmécac para obtener un conocimiento profundo de su lengua, cultura, costumbres, religión, política, arte, etc., ya que tenían que tener un vasto conocimiento de la vida de su sociedad para poder escribirlo con glifos, rebuses, retratos, mapas, etc. 
La labor del tlacuilo se asocia, por lo tanto, con diferentes actividades, no solo con la pictografía. El tlacuilo pintaba los códices, los murales y las esculturas en Mesoamérica. Se encargaba según su especialidad de los anales, genealogías, mapas fijando límites en los diferentes señoríos, la distribución territorial, los libros de las leyes, ritos y ceremonias; también existían filósofos y sabios que se ocupaban de pintar acerca de las ciencias de su conocimiento. 
También conocía las diversas formas de representación, así como la mitología. Llevaban registros de la diversidad biológica. Podía trabajar en mercados y templos, según el tipo de actividad para la que se le necesitara. Para elaborar los códices, los tlacuilos usaban papel amate o amatl, piel de venado, tela de algodón tejida en telar de cintura y papel de maguey.
Utilizaba una amplia variedad de instrumentos; pinceles, brochas, espátulas, moldes, medidas, escalas, compases, y para la delineación de sus trazos un estilógrafo simple de cobre o bronce. Como tinta utilizaba una amplia gama de colores negra y roja para las pinturas y glifos. Los códices se guardaban, doblados a manera de biombos, en amoxkalli o casas de códices. Los tlacuilos se encontraban bajo la protección del dios Xochipilli.

El buen pintor tiene buena mano y gracia en el pintar, y considera muy bien lo que ha de pintar, y matiza muy bien la pintura, y sabe hacer las sombras y los lejos, y pintar los follajes. El mal pintor es de malo y boto ingenio, y por esto es penoso y enojoso, y no responde a la esperanza del que da la obra, ni da lustre en lo que pinta, y matiza mal; todo va confuso; ni lleva compás o proporción lo que pinta por pintarlo de prisa.
 Bernardino de Sahagún, Historia General de las cosas de Nueva España, Vol X Cap.VIII

.
Durante y después de la conquista los Tlacuilos fueron usados para documentar la conquista y la cultura mesoamericana, donde muchas veces esta documentación era censurada de manera que las naciones sometidas a las fuerzas españolas eran desacreditadas para constatar en documentos "hechos por nativos americanos" la forma primitiva y sacrílega que las autoridades españolas necesitaban para justificar la Conquista y colonización de América.
Hay estudios recientes que indican que el Códice Florentino y la Relación de Michoacán no solo son parciales al ser favorables a los conquistadores y desfavorables contra los mesoamericanos, sino incluso no fueron ilustrados por Tlacuilos, ya que los estilos conceptuales artísticos no coinciden con los mesoamericanos y coinciden en gran medida con el estilo medieval predominante en la Europa del siglo XVI.

## Las bibliotecas del valle del Anáhuac y los mensajeros mexicas

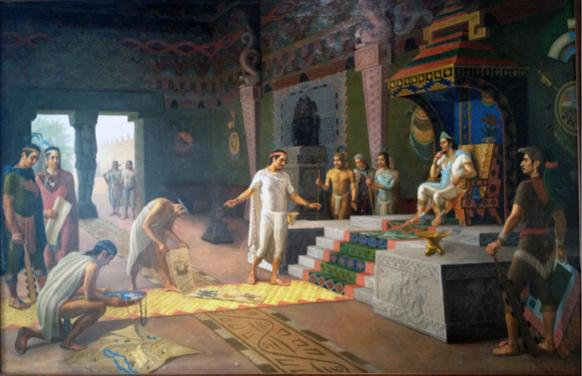
Mensajeros informando a Moctezuma, Los informantes de Moctezuma, Isidro Martínez siglo XIX

En Texcoco y Tenochtitlan, la producción de códices era abundante, por lo que se tenían casas de códices o amoxcalli, bibliotecas equipadas para la elaboración y resguardo de estos documentos. La Antigua Biblioteca de Texcoco contenía un acervo aún mayor a la de Tenochtitlan, y durante el reinado de Nezahualcóyotl cuando Texcoco se convirtió en la capital cultural del México prehispánico, incluso se dice que en Texcoco se hablaba el mejor náhuatl de la región.
La ciudad se caracterizó por la vasta producción literaria de sus poetas y por los ejemplares de la Antigua Biblioteca de Texcoco en donde los sabios texcocanos, los tlamatinime, conservaban cuidadosamente los ámatl o libros pictográficos que contenían tanto el saber religioso y calendárico como el histórico y mitológico.
El emperador Mexica, Moctezuma II, tenía una casa dentro de su zona palaciega, la cual estaba dedicada a la sola documentación de los tributos.

...tenía cuenta de todas las rentas que le traían al Montezuma con sus libros, hechos de su papel, que se dice amal, y tenía destos libros una gran casa dellos.
 Bernal Díaz del Castillo, Historia verdadera de la conquista de la Nueva España, Capítulo XCI: De la manera e persona del gran Montezuma, y de cuán grande señor era

Estos documentos como la Matrícula de Tributos, fueron usados para la planeación de las siguientes invasiones a reinos mesoamericanos tributarios de los mexicas, a donde las fuerzas españolas y sus diversas naciones aliadas nativas se movilizaron

...En los libros de la renta de Montezuma mirábamos de dónde le traían los tributos del oro y dónde había minas y cacao y ropa de mantas, y de aquellas partes que veíamos en los libros y las cuentas que en ellos tenía Montezuma que se lo traían, queríamos ir,...
 Bernal Díaz del Castillo, Historia verdadera de la conquista de la Nueva España, Capítulo CLVII: Cómo Gonzalo de Sandoval, entró con los doce Cómo después de ganada la muy gran ciudad de Méjico y preso Guatemuz (Cuauhtémoc) y sus capitanes,...

Documentos e información importante era generada en el lugar por los tlacuilos quienes enviaban dichas noticias a través del sistema de mensajería a pie. Dicho sistema estaba conformado por mensajeros los cuales se relevaban a ciertas distancias y posiciones preestablecidas. Ellos estaban al servicio de Tenochtitlan quienes recorrían grandes distancias trotando, ya que no había caballos en el continente americano antes de la llegada de los españoles. Durante la aproximación de Hernán Cortes a la capital mexica, los tlacuilos realizaron reportes y enviaron documentos desde la costa de Veracruz recorriendo más de 400 km en cerca de 24 horas.

## Escritura y pintura además de los Tlacuilos
Sin embargo el uso de la escritura ideográfica y sus utensilios no estaba limitado al Tlacuilo, sino era utilizada por una gran parte de la población. Los mercaderes antes de iniciar un viaje realizaban trazos ceremoniales, además de sus registros económicos.

Desque habían aparejado estos papeles de noche, pintábanlos con tinta de ulli (hule), el cual ulli derretían espetado en algún punzón largo de cobre. Y como encendían el ulli, comenzaba a gotear; y aquellas gotas echaban sobre el papel por cierta orden. De manera que hacían una cara de persona con su boca y narices y ojos.
 Bernardino de Sahagún, Historia General de las cosas de Nueva España, Vol IX Cap.III

Las personas comunes también realizaban trazos para la vida cotidiana, donde también escribían peticiones o anhelos en tiras de papel los cuales eran incinerados en un brasero especial en uno de los templos del centro ceremonial de Tenochtitlan, esto con la expectativa de que sus solicitudes fueran cumplidas.

## Educación de los Tlacuilos

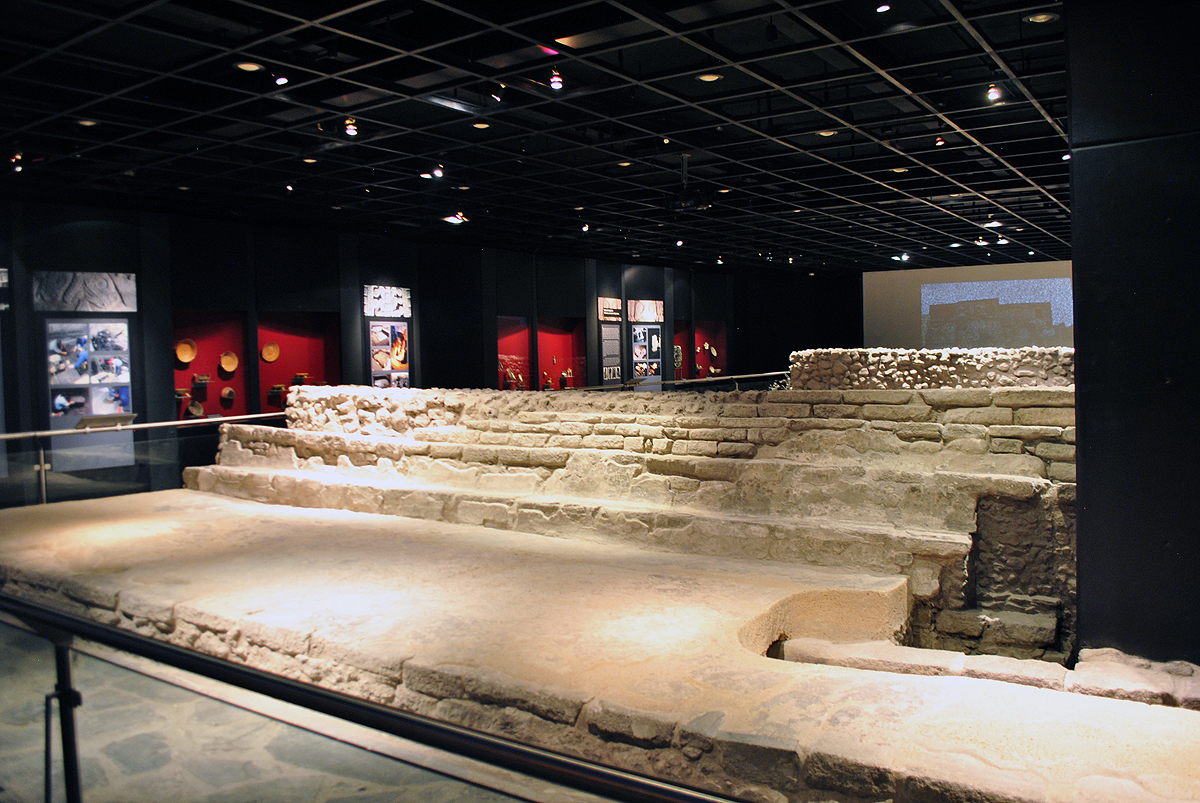
Restos arqueológicos del Calmécac. Museo de Sitio del Centro Cultural España, México

En el Calmécac, se instruía a la futura élite, a los tlatoques, tlamatinime y a los tlacuilo (señores, sabios y pintores o escribientes). También se enseñaba el arte de la retórica.

...Los discípulos estaban obligados a familiarizarse con el servicio de los templos. Se ejercitaban en esa actividad bajo la tutela de su educadores, quienes les enseñaban los secretos de la religión, los rituales, el orden de las festividades, las ciencias del calendario y la astronomía, las matemáticas, la historia y el arte de gobernar, así como a pintar los caracteres, a leerlos y memorizar los textos que los acompañaban...
Mercedes Olivera, Las formaciones sociales y los medios de producción del tecali del siglo XII al XVI, México, Centro de Investigaciones Superiores del INAH, 1978, p. 113

.

Tenían ayos maestros prelados que les enseñaban y ejercitaban en todo género de artes militares, eclesiásticas y mecánicas y de astrología por el conocimiento de las estrellas, de todo lo cual tenían grandes y hermosos libros de pinturas y caracteres de todas estas artes por donde las enseñaban.También tenían libros de su ley y doctrina a su modo, por donde los enseñaban, de donde hasta que doctos y hábiles no los dejasen salir sino ya hombres.
Diego de Durán, Historia de las Indias de la Nueva España e Islas de Tierra Firme, México, Imp. de Ignacio Escalante 1867-1880, t. II, p. 41

.

## Narración e ilustración de la conquista
En muchos códices los tlacuilos dibujaron escenas crudas de la violencia de las campañas militares de los españoles y sus naciones mesoamericanas aliadas, especialmente en el Códice Durán, en el Lienzo de Analco, en el Códice Florentino, en la Relación de Michoacán y en el Lienzo de Tlaxcala, donde se observan las escenas de batalla cuerpo a cuerpo y de la muerte de civiles. También en el Códice de Coyoacán o Manuscrito del Aperreamiento existen ilustraciones de mesoamericanos encadenados mientras un español con un perro lo ataca. En el Manuscrito de Tlatelolco de 1528 se narra lo que sucedió a los seguidores de Quetzalcóatl, hombres sabios que se entregaron a los españoles llevando sus códices dónde los españoles azuzaron a sus perros para que los atacaran.

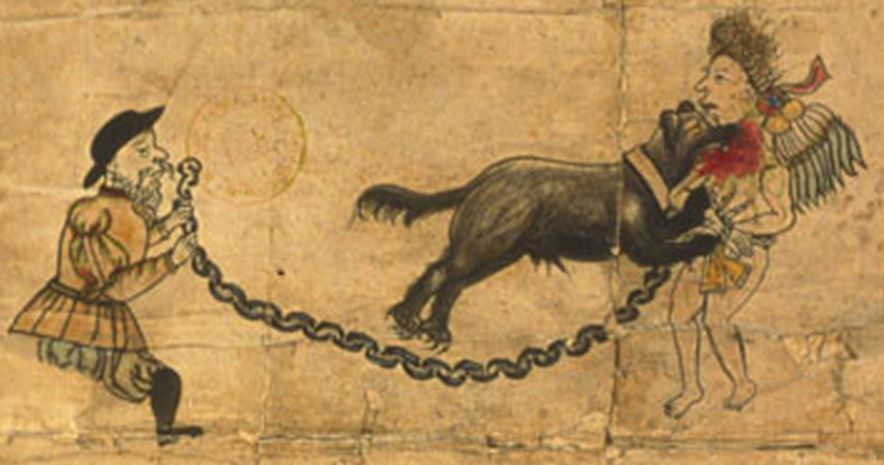
Español ataca a un indígena con un perro en el Códice Coyoacán, Bibliothèque nationale de France siglo XVI

Y a tres sabios de Ehécatl (Quetzalcóatl), de origen tezcocano, los comieron los perros. No más vinieron ellos a entregarse. Nadie los trajo. No más venían trayendo sus papeles con pinturas (códices). Eran cuatro, uno huyó: solo tres fueron alcanzados, allá en Coyoacán.
 Manuscrito Anónimo de Tlatelolco (1528), fol. 38, citado en León-Portilla, La visión de los vencidos,p. XXVI

### Parcialidad de los Códices Durán, Florentino y Michoacán
Las representaciones de los mesoamericanos, aliados o enemigos y de los españoles varían en gran medida dependiendo de las fuentes, donde algunas veces el español es ilustrado muy superior en armamento y tamaño, como en el caso del Códice Durán donde todos los conquistadores a pie aparecen ataviados con una armadura pesada de caballería de cuerpo completo, mientras que en el caso del Lienzo de Tlaxcala, siendo los tlaxcaltecas sus aliados, las fuerzas españolas son ilustradas menos equipadas siendo de esta manera más apegadas al equipo documentado que contaban las expediciones de Cortés; además las fuerzas tlaxcaltecas son dibujadas en igual importancia a las españolas mientras que en las naciones conquistadas sus guerreros son ilustrados con nula protección y armados de primitivos garrotes, cuando el equipo militar en Mesoamérica era muy similar entre las diferentes naciones. Algunas veces las armas o estilos de vestimenta de preferencia en diferentes culturas era completamente cambiado, como en el caso de los guerreros Purépechas quienes usaban de manera intensiva el Tepoztli, un hacha de bronce de alta dureza, sin embargo se les ilustra con el Macuauitl, el cual era el arma predilecta de culturas del valle del Anáhuac y no del oeste de México.

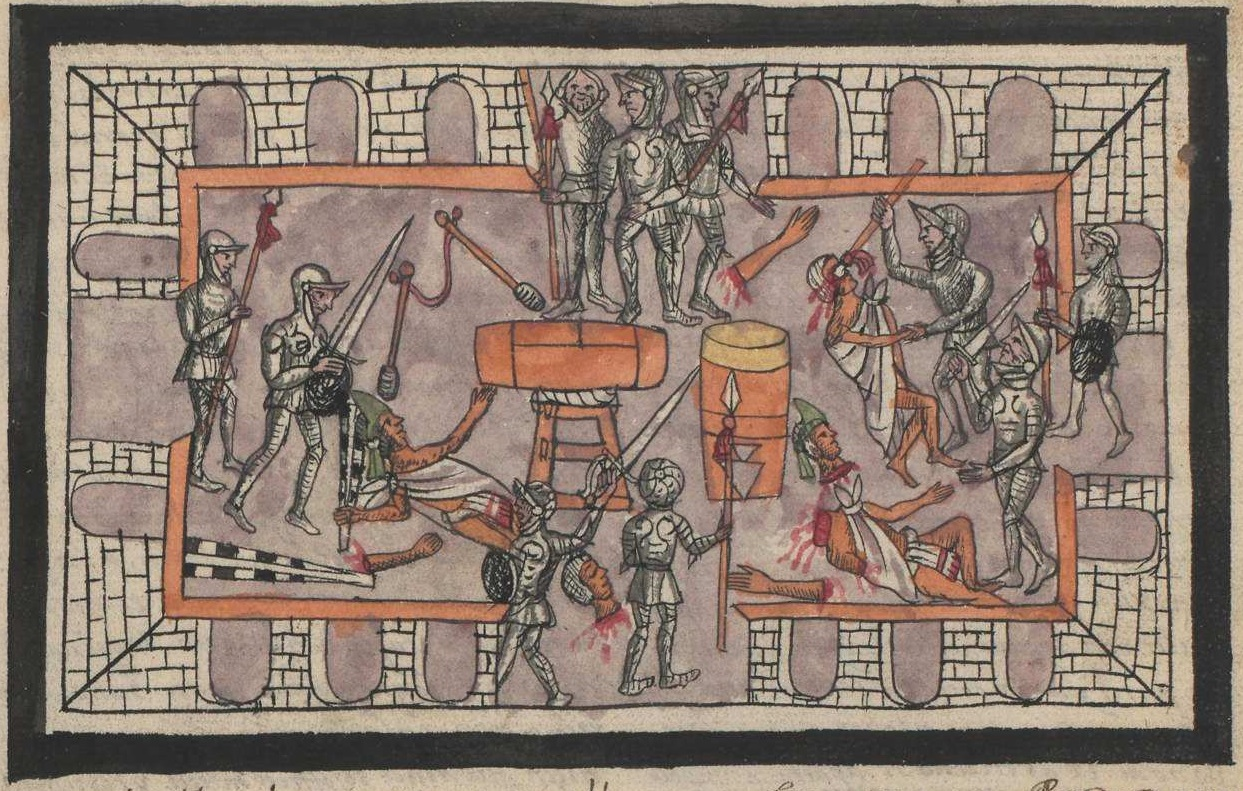
Tlacuilo (probablemente mexica) ilustra favorablemente a los conquistadores, exagerando sus armaduras, la matanza de Tóxcatl. Códice Durán siglo XVI.
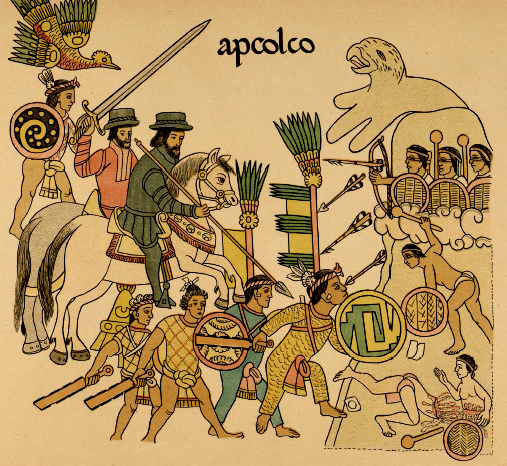
Tlacuilo Tlaxcalteca ilustra de manera neutral a sus aliados españoles mostrando solo sus ropas renacentistas, sin yelmo pero armados; Tlaxcaltecas lideran el ataque contra región que se ilustra primitiva al dibujar a sus guerreros desnudos y mal equipados, Conquista de "Apcolco" en el Lienzo de Tlaxcala 1552 .
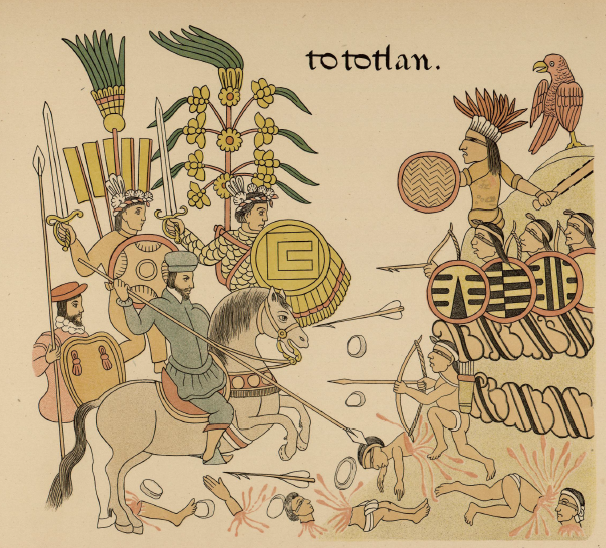
Tlacuilo Tlaxcalteca ilustra a los Tlaxcaltecas armados con espadas de acero españolas combatiendo a lado de caballería, Conquista de Tototlan en el Lienzo de Tlaxcala 1552 .
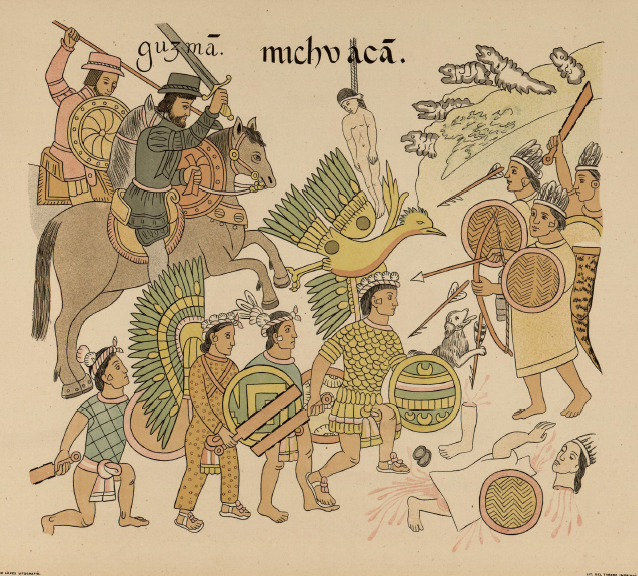
Tlacuilo Tlaxcalteca ilustra a los Tlaxcaltecas liderando el ataque contra Purépechas ilustrados desfavorablemente con penachos similares a los nativos Taínos, Conquista de Michoacán en el Lienzo de Tlaxcala 1552.
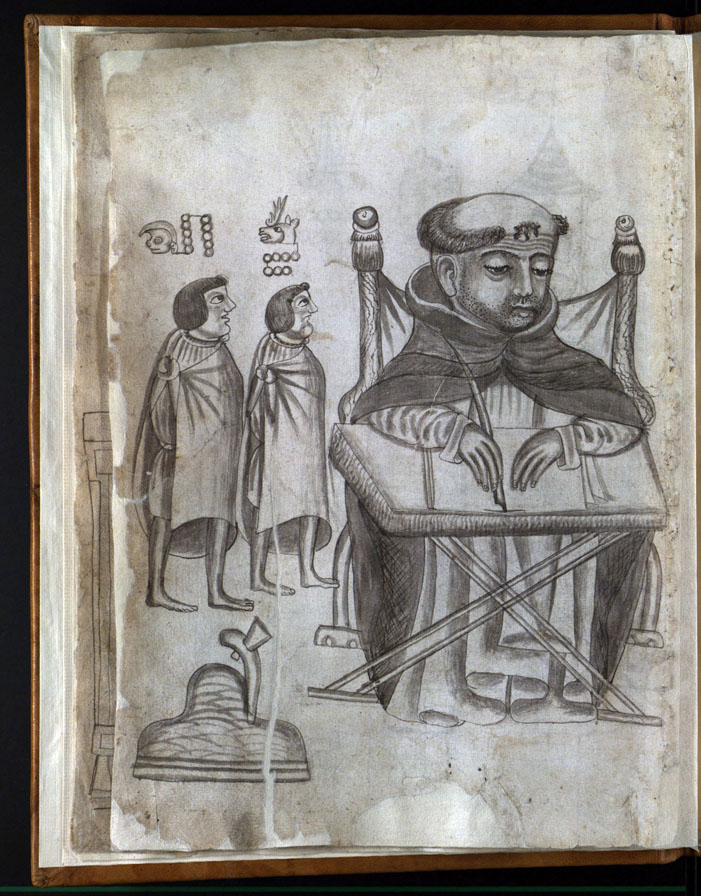
Un fraile escribiendo un acta sentado en una silla de dignatario. Representados en menor escala y en subordinación, dos indígenas de pie miran al fraile, Juicio inquisitorio representado en la lámina 6 del Códice Yanhuitlán 1550.

También surge la representación de los frailes europeos, algunas veces en un tamaño mayor que los demás personajes representados e ilustrados de manera detallada y cuidadosa, demostrando con esto la jerarquía y poder de las autoridades eclesiásticas sobre los Tlacuilos. En la cultura popular se cree que los mesoamericanos adoptaron casi inmediatamente la religión católica, sin embargo un Tlacuilo convertido, Motolinia, solo pudo realizar la primera misa con participantes no españoles hasta casi una década después de la conquista, en 1530

### Tradiciones europeas en los presagios de la conquista
Los códices creados durante y después de la conquista tienen muchas ilustraciones inverosímiles, de las cuales se crearon muchos mitos que perduran hasta la era moderna. Antes de la llegada de la primera expedición de Cortés a Tenochtitlan, se documentaron en el Códice Durán y el Florentino,  presagios y señales que le aparecieron a Moctezuma, los cuales coinciden extrañamente con supersticiones medievales europeas[cita requerida].

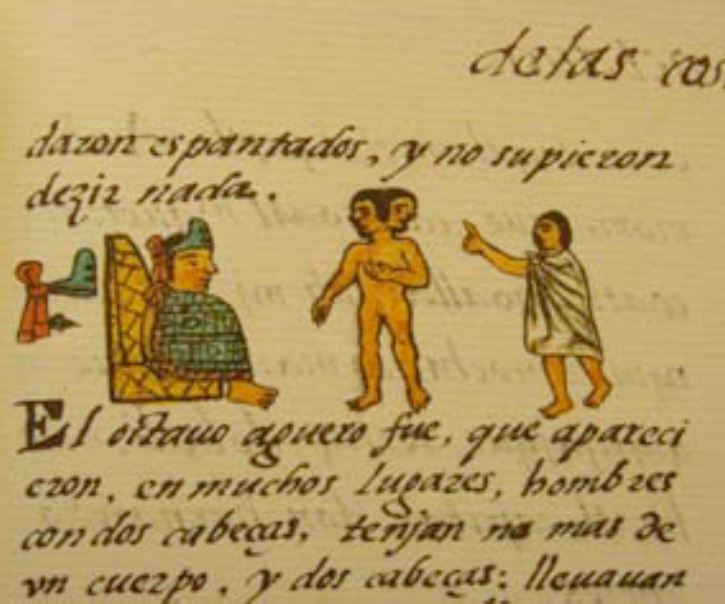
Bicéfalo ante Moctezuma, octavo Presagio Códice Florentino Libro VIII f.13r 1579
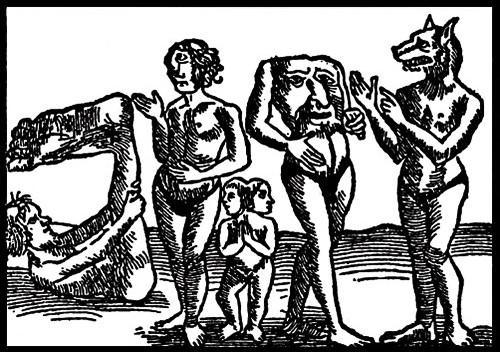
Malos presagios europeos en la edad media. Grabado en madera Heydenweldt de Johann Herold 1554.
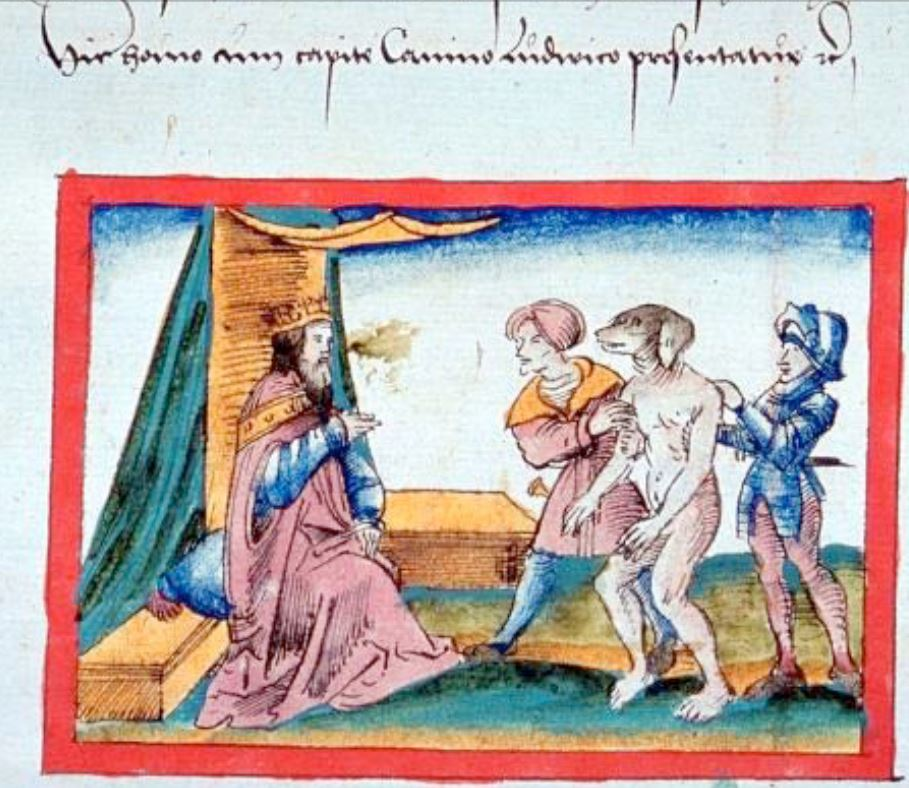
Cinocéfalo ante Luis Pío en el Tractatus de signis, prodigiis et portentis antiquis et novis 1503 Cod. 4417 f.9v
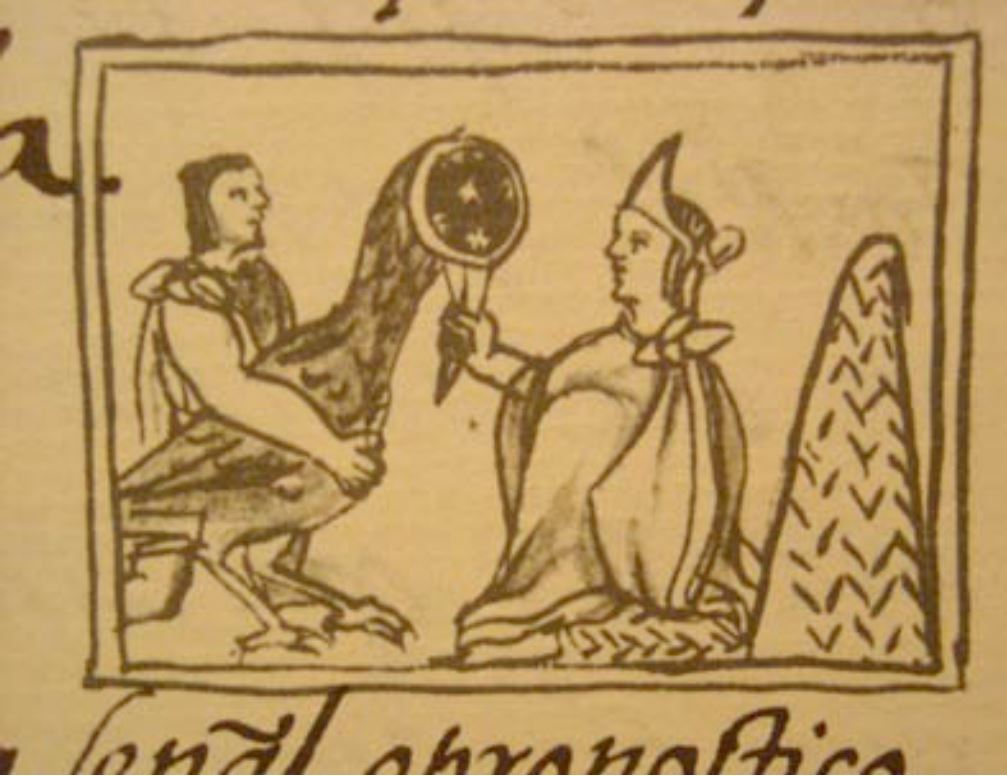
Ave espejo ante Moctezuma malos presagios Códice Florentino 1 XII f.3r 1579
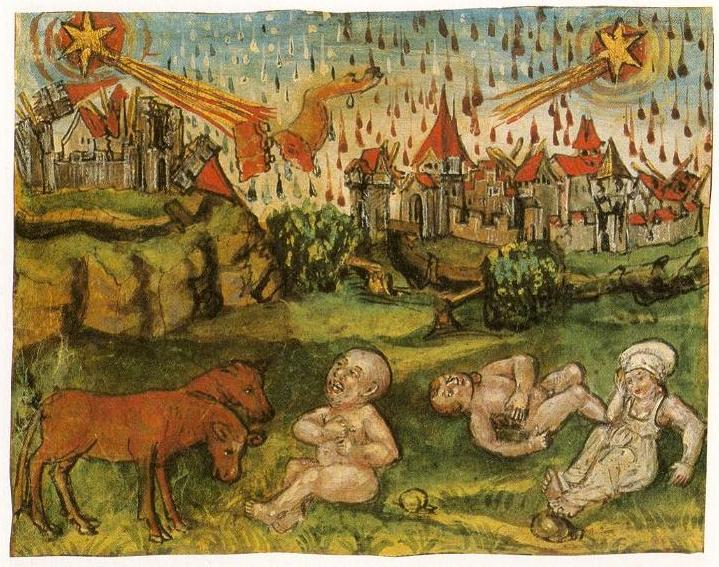
El cometa como portador de enfermedades y deformidadesen la crónica de Lucerne, Luzerner Schilling 61v. 1513
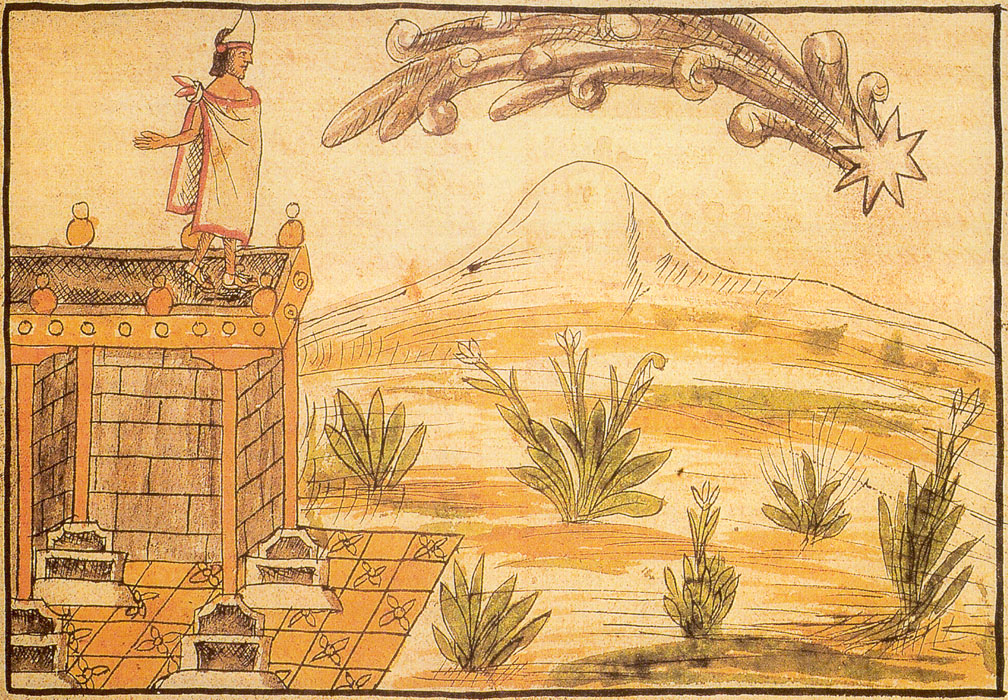
Moctezuma mirando un cometa como mal presagio para el Imperio Mexica en el Códice Durán p.1

El rey de España, Carlos I de España quien nunca visitó América, también aparece en los códices, recibiendo a varios caciques indígenas dando el reconocimiento a su poder y dominio de sus pueblos. Otras de las autoridades plasmadas por los indígenas en sus documentos pictográficos son los virreyes, representados participando personalmente en reuniones con los señores indígenas de varios pueblos, situación que no sucedía ya que fuertes rebeliones duraron hasta finales del siglo XIX y estas autoridades pasaban la mayor parte de su vida en la Ciudad de México. Ejemplos de estas alegorías se ve en los códices Techialoyan y en los títulos primordiales. También son personificados los corregidores, alcaldes y oficiales provinciales, probablemente para hacer del documento algo más oficial. En muchas ocasiones, las autoridades españolas fueron situadas en las llamadas sillas de caderas, detrás de una mesa o montando a caballo.

“la visión de los vencidos” (en este caso el Códice Florentino y la Relación de Michoacán) es el recuento de una serie de fórmulas del repertorio visual medieval. Lo que ocurre es que al haber sido indígenas quienes las ilustraron se piensa que estamos ante “la verdad” sin reparar en que el indígena que pintó lo hizo como sujeto que había pasado por una compleja dinámica de aculturación (militar y religiosa).
María del Carmen Alberú Gómez Relación de Michoacán y Códice Florentino: la huella medieval en dos códices del siglo XVI Universidad Autónoma de Barcelona, Barcelona 2012

De ninguna manera se puede considerar que la Relación de Michoacán y el Códice Florentino sean continuadores de una tradición perhispánica aún cuando la historiografía los haya ordenado en el renglón de códices mesoamericanos y se quiera ver en la elaboración de códices pictográficos una de las pocas - si no es que la única- reminiscencias autóctonas
Luis Weckmann. La herencia medieval de México, El Colegio de México 1984

## Historia después de la conquista

### Colegio de Santa Cruz de Tlatelolco
Se fundó en la población de Tlatelolco un centro de adiestramiento, cuyo objetivo era adoctrinar y aculturar a los hijos de la nobleza en la fe católica y así formar sacerdotes entre estos, aprovechando la todavía fuerte influencia de los nobles los cuales eran utilizados como líderes títere y de esta manera utilizar a la población para el proceso extractivo de recursos minerales preciosos. 

Para que los hijos de caciques y principales...se instruyan en la fe, hay necesidad mande V.M. se haga un colegio donde les muestren a leer y gramática y filosofía y otras artes, para que vengan a ser sacerdotes, que aprovechará más que el de ellos saliere tal y hará más fruto que cincuenta de los cristianos para atraer a los otros a la fe
Carta de Rodrigo de Albornoz 1525, Lino Gómez Canedo, La educación de los marginados durante la época colonial, México, Porrúa, 1982, p. 131.

No obstante, algunos sacerdotes franciscanos (los cuales fundaron el colegio) empezaron a educar a los nobles conservando las técnicas y asignaturas utilizadas en el Calmécac, por lo que los estudiantes mostraron grandes habilidades en aritmética, latín, y otras artes. Sin embargo, el plantel se desmanteló, debido a que había temores de que al reinstruir a los nobles mexicas, estos pudieran rebelarse ante la invasión española.

El apoyo que se otorgaba al colegio de Santa Cruz de Tlatelolco se perdió, porque se le consideraba peligroso para el gobierno de la Nueva España. Hay que tomar en cuenta que si se instruía y dejaba crecer a los indígenas, enarbolando el arma del conocimiento, hubieran hecho posible un movimiento político y social de enormes proporciones en contra de la corona española; para evitar esto se boicoteó a este plantel, hasta dejarlo inhabilitado para la educación de los hijos de los nobles indígenas.
Yolanda Yépez Silva El tlacuilo y el escribano: El trabajo conjunto de dos funcionarios en la Nueva España Cap. 3 p.55.

El apoyo que se otorgaba al colegio de Santa Cruz de Tlatelolco se perdió, porque se le consideraba peligroso para el gobierno de la Nueva España. Hay que tomar en cuenta que si se instruía y dejaba crecer a los indígenas, enarbolando el arma del conocimiento, hubieran hecho posible un movimiento político y social de enormes proporciones en contra de la Corona española; para evitar esto se boicoteó a este plantel, hasta dejarlo inhabilitado para la educación de los hijos de los nobles indígenas. El principal detractor del Colegio de Tlatelolco fue Domingo de Betanzos quien pidió al rey su clausura argumentando que de los "indios" indios no se obtendría nada de su educación y que no entendían la fe católica.

### Primeros reportes mestizos
Los Tlacuilos eran vastamente reconocidos en el México prehispánico, pero su historia se dio a conocer en Europa durante la colonia. Antonio de Mendoza y Pacheco, primer Virrey de la Nueva España, ordenó a los habitantes que hicieran alguna representación de su cultura para que la pudiera enviar al Rey España, Carlos V. Antonio de Mendoza y Pacheco recibió una copia de tres códices que contenían información del México prehispánico. El primer Códice relataba la formación de la gran Tenochtitlán, su larga historia hasta la caída de dicha ciudad tras la conquista española en el año 'Trece Conejo'. El segundo códice relataba el registro de los 361 señoríos que le pagaban tributo a Tenochtitlán, así como una gran redacción de los tributos que eran pagados, los cuales iban desde productos agrícolas, hasta armaduras y escudos, piedras preciosas, oro, pieles de animales, entre otros. El tercer Códice relataba la formación de un 'Tenochca', como también el futuro que le esperaba si era hombre o mujer[cita requerida].
El Virrey encargó la interpretación y traducción para que pudiera ser entregado al rey. De esta manera las traducciones hechas por los españoles eran interpretaciones de los que ellos lograban asimilar de los dibujos con sus propias formas de vida, además de que la vida de los nativos americanos tenía que coincidir con las ideologías teológicas y políticas designadas para México. 
El más famoso de estos documentos españoles acerca de la vida de los mexicanos, es el que fue realizado por y bajo la supervisión del sacerdote católico Bernardino de Sahagún, donde él describe la vida en México, mientras que se cree que las ilustraciones de los doce libros que componen esta obra fueron hechos por diversos tlacuilos, ilustrando sus costumbres de acuerdo a lo que el clérigo consideraba relevante y adecuado. Esta obra se conoce actualmente como el Códice Florentino.
En el Códice Matritense, el cual es una versión aún más censurada que el Códice Florentino, donde se le agregan menciones religiosas, se describe a un mal pintor como "engañador" además de censurar las herramientas comunes del Tlacuilo, las cuales eran similares a las de los pintores europeos contemporáneos.

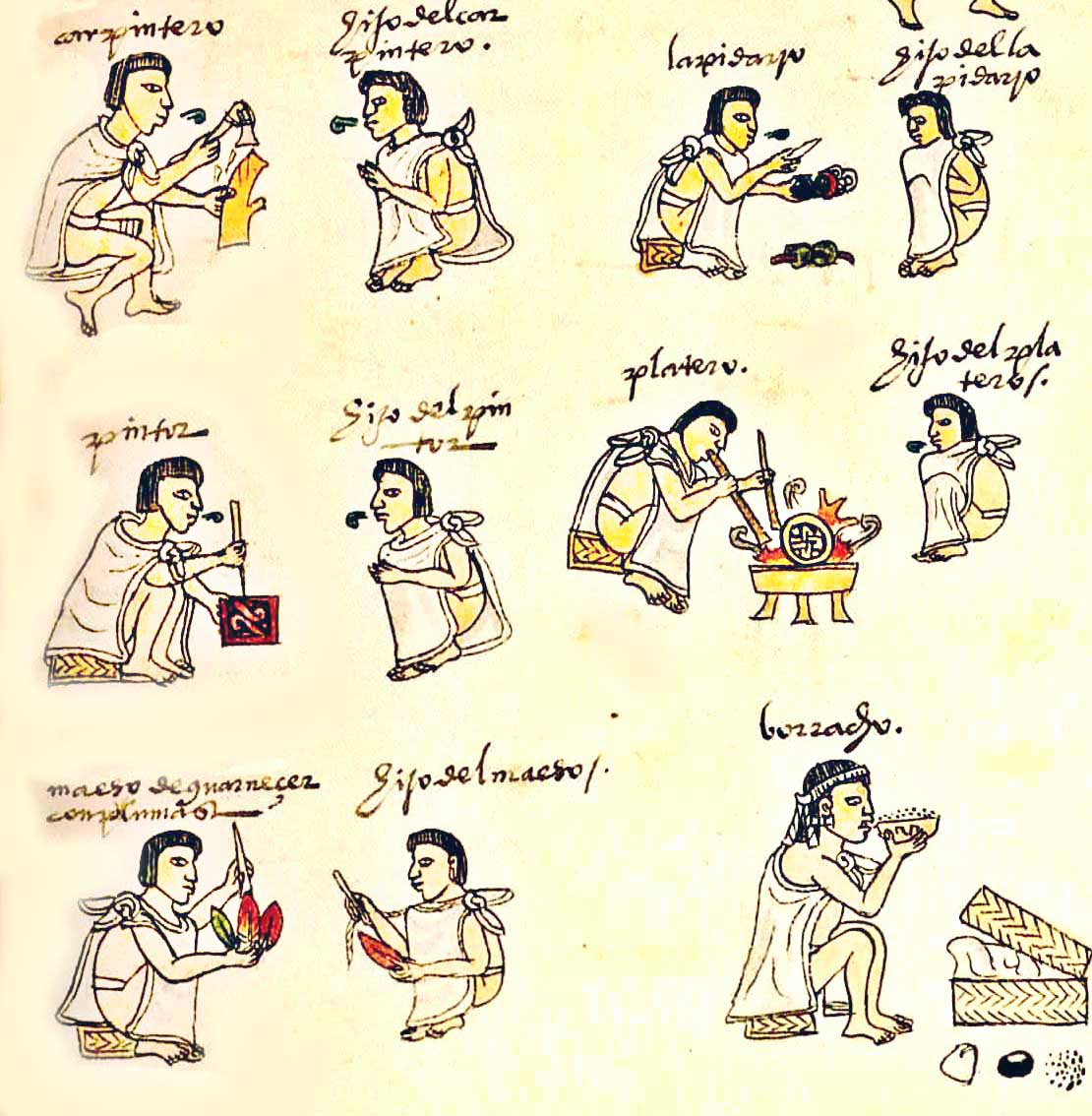
Detalle del Códice Mendoza en el que aparece un pintor (tlacuilo) entre otros oficios y personajes (al centro, a la izquierda).

 Tlahcuilo: el pintor
El pintor: la tinta negra y roja,
artista, creador de cosas con el agua negra.
Diseña las cosas con el carbón, las dibuja,
prepara el color negro, lo muele, lo aplica.
El buen pintor: entendido, Dios en su corazón,
diviniza con su corazón a las cosas,
dialoga con su propio corazón.
Conoce los colores, los aplica, sombrea;
dibuja los pies, las caras,
traza las sombras, logra un perfecto acabado.
Todos los colores aplica a las cosas,
como si fuera un tolteca,
pinta los colores de todas las flores.
El mal pintor: corazón amortajado,
indignación de la gente, provoca fastidio,
engañador, siempre anda engañando.
No muestra el rostro de las cosas,
da muerte a sus colores,
mete a las cosas en la noche.
Pinta las cosas en vano,
sus creaciones son torpes, las hace al azar,
desfigura el rostro de las cosas.

## Tlacuilos en el siglo XX
En el siglo XX sigue habiendo tlacuilos, no como antes se conocían, sino un grupo de personas dedicados a volver a interpretar el Códice Mendoza con la ayuda de nahuatlatos, historiadores y antropólogos a través de un rígido estudio de las costumbres y tradiciones indígenas, para poder dar una traducción más apegada a lo que los tlacuilos del siglo XVI querían transmitir con sus dibujos.

## Filme
Existe un documental llamado Tlacuilo, producido y dirigido por Enrique Escalona (CIESAS, México, 1988) y basado en los estudios y publicaciones de Joaquín Galarza sobre la pictografía náhuatl. Hay un video de los Tlacuilos en Tlacuilonotariomexicano.com que muestra cómo era dicho oficio.